# Lech Czerkas
Lech Czerkas (ur. 1 sierpnia 1938 w Warszawie, zm. 3 sierpnia 2013 w Otwocku) – polski śpiewak, aktor.
Karierę artystyczną rozpoczynał w Centralnym Zespole Wojska Polskiego (1963–1965). Następnie zaangażował się do zespołu chóralnego Operetki Warszawskiej (1966–1977) – chórzysta, 1977–1990 – solista). Do jego bogatej kolekcji ról operetkowych i musicalowych należą: Baron Zeta w Wesołej wdówce, pan Doolitle w My Fair Lady, płk Populescu w Hrabinie Maricy i wiele innych. W 2010 r. odznaczony Brązowym Medalem „Zasłużony Kulturze Gloria Artis”.
Pochowany został na cmentarzu w Żbikowie (Pruszków).

## Filmografia
- 1987 - Straszna chwila
- 1976 - Łokietek czyli Mazurek Dąbrowskiego jako Faraon